# Vilhjálmur Vilmundarson
Vilhjálmur Vilmundarson (* 17. April 1929; † 30. März 2020 in Reykjavík) war ein isländischer Leichtathlet.

## Werdegang
Vilhjálmur Vilmundarson belegte bei den Olympischen Sommerspielen 1948 im Kugelstoß-Wettkampf den 17. Platz.